# Templet i Buġibba
Templet i Buġibba är en fornlämning i republiken Malta. Den ligger i kommunen St. Paul's Bay, i den centrala delen av landet, i orten Buġibba. Templet i Buġibba ligger 14 meter över havet.
Havet är nära Templet i Buġibba åt nordost.